# Operacja Sokół
Operacja Sokół – operacja wojskowa prowadzona przez siły NATO-ISAF w Afganistanie, głównie przez żołnierzy z Kanady. Rozpoczęła się 15 grudnia 2006 roku, a jej celem było usunięcie talibów z Pandżwai i Zhari, które leżą w prowincji Kandahar. Kanadyjscy żołnierze już od kilku miesięcy walczyli z talibami na tym obszarze. Operacja odbyła się w ramach brytyjskiego polecenia. Na podstawie polecenia Kanadyjczycy przygotowali się do zbrojnej operacji. 15 grudnia 2006, czyli w dzień rozpoczęcia operacji, odbywała się kampania operacyjna, dzięki helikopterom, która na celu miała ostrzec mieszkańców o operacji i o nie wychodzeniu z domów.

## Przygotowania do operacji
14 grudnia 2006 nie było wiele przygotowań przed brytyjskim ogłoszeniem operacji. Po ogłoszeniu rozpoczęciu operacji zaczęto gromadzić znaczne ilości sprzętu i amunicji. Państwa biorące udział w operacji w ramach ISAF, na szybko opracowały taktykę przeprowadzenia operacji. Zorganizowano pojazdy opancerzone, takich jak LAV III i czołgi Leopard C2.

## Operacja
Dopiero 19 grudnia rozpoczęła się ofensywa ISAF, przeciwko talibom. Podczas tego dnia trwały ciężkie walki, z udziałem artylerii. Ofensywa przeciwko talibom trwała czterdzieści pięć minut, a artyleria była wspierana przez ciężkie karabiny maszynowe i czołgi Leopard C2. W ciągu najbliższych dni, wojska ISAF opanowały kilka miast, lecz opór talibski był bardzo mały. Nieopodal wsi Howz i-Madad została oblężona twierdza przez 900 bojowników talibskich. Na twierdzę ruszyli kanadyjscy żołnierze wspieranych przez 30 czołgów. Rozpoczęło się starcie w widłach rzeki Arghandab, położenie to uniemożliwiło ucieczkę talibów. 10 kilometrów na południe od wioski jest zlokalizowana baza wojskowa USA, co umożliwiło dotarcie posiłków na pole walki. Po klęsce talibów na polu walki, bojownicy zbiegli schronić się do twierdzy. Siły ISAF przez 48 godzin oblegali twierdzę aż zdecydowano odpalić dwie rakiety. Ostatecznie talibowie złożyli broń w styczniu 2007.